# A Herceg haladéka
A Herceg haladéka 2006-ban bemutatott magyar művészfilm, melyet Tímár Péter rendezett. A főbb szerepekben Szabó Gabi, Gáspár Tibor és László Zsolt látható.

## Cselekmény
|  | Alább a cselekmény részletei következnek! |

A történet főhőse Gáll Alida, a negyven év körüli fotó és divatmodell. A film elején egy országos TV hálózat "Talk Show"-jában ismerjük meg, ahol kiderül, hogy egocentrikus, karrierista alkat Másnap délelőtt kizökken a megszokott hétköznapok ritmusából. Alida egy balesetben majdnem meghal, ám a végső pillanat előtt megáll az idő. Ekkor Asztarot, a pokol egyik hercege megjelenik, és felajánlja Alidának, hogy egy percre visszaadja az életét.
Alida a saját hálószobájában ébred 10:35-kor. Képes rá, hogy mozogjon, gondolkodjon, úgy viselkedjen, mintha mi sem történne, de a világban mindenhol 10:35 játszódik le újra és újra. Zavarodottságában segítséget kap egy férfitól, aki nincs a körbejáró percbe szorítva. Ő Thor, az öröklétre ítélt, bukott angyal. Kiderül, hogy jól ismeri a Herceget, és az aljas játékát. Valamit elárul Alidának: egy esélye van, hogy életben maradjon: Találnia kell valakit, aki átvállalja a halálát. A nő elhatározza, hogy megpróbálja a lehetetlent…
|  | Itt a vége a cselekmény részletezésének! |

## Szereplők
- Szabó Gabi – Alida
- Gáspár Tibor – Herceg
- László Zsolt – Thor
- Pogány Judit – Luvnya
- Lázár Kati – Manyó
- Horváth Lili – titkárnő
- Görög László
- Kulka János
- Gyurkovics Zsuzsa
- Rátóti Zoltán
- Pásztor Erzsi